# Ольховец (Ленинградская область)
Ольхо́вец — деревня в Гатчинском муниципальном округе Ленинградской области.

## История
Впервые упоминается в Писцовой книге Водской пятины 1500 года как деревня Олховец над Кроменкою в Климентовском Тёсовском погосте Новгородского уезда.

ОЛЬХОВЕЦ — деревня принадлежит Ораниенбаумскому дворцовому правлению, число жителей по ревизии: 70 м п., 73 ж. п. (1838 год)

В пояснительном тексте к этнографической карте Санкт-Петербургской губернии П. И. Кёппена 1849 года она записана как деревня Olchowez (Ольховец) и указано количество её жителей на 1848 год: ижоры — 78 м. п., 77 ж. п., всего 155 человек.

ОЛЬХОВЕЦ — деревня Ораниенбаумского дворцового правления, по просёлочной дороге, число дворов — 22, число душ — 77 м. п.(1856 год)

ОЛЬХОВЕЦ — деревня, число жителей по X-ой ревизии 1857 года: 74 м. п., 76 ж. п.

ОЛЬХОВЕЦ — деревня Дворцового ведомства при реке Кремянке, число дворов — 28, число жителей: 78 м п., 75 ж. п.; Часовня православная. (1862 год)

Согласно подворной описи 1882 года:

ОЛЬХОВЕЦ — деревня Озерешинского общества Глебовской волости
  
домов — 82, душевых наделов — 74,  семей — 39, число жителей — 89 м. п., 112 ж. п.; разряд крестьян — собственники

В конце XIX века — начале XX века деревня административно относилась к Глебовской волости 1-го стана Лужского уезда Санкт-Петербургской губернии.
Согласно военно-топографической карте Петроградской и Новгородской губерний издания 1915 года деревня Ольховец насчитывала 19 крестьянских дворов.
Согласно данным переписи населения СССР 1926 года в деревне Ольховец Озерешинского сельсовета Глебовской волости Троцкого уезда проживали 287 человек, русские и ижоры.
В 1927 году население деревни составляло 327 человек.
По данным 1933 года деревня Ольховец входила в состав Новинского сельсовета Оредежского района.
C 1 августа 1941 года по 31 января 1944 года находилась в оккупации.
В 1965 году население деревни составляло 94 человека.
По данным 1966, 1973 и 1990 годов деревня Ольховец входила в состав Новинского сельсовета Гатчинского района.
В 1997 году в деревне проживали 30 человек, в 2002 году — 14 человек (русские — 93%), в 2007 году — 13.

## География
Деревня расположена в юго-восточной части района на автодороге 41К-106 (Озерешно — Чаща).
Расстояние до административного центра поселения — посёлка городского типа Вырица, 56 км.
В деревне расположен остановочный пункт, платформа Ольховец (до 15 декабря 2024 года — 90 км) на линии Санкт-Петербург — Оредеж. Расстояние до ближайшей железнодорожной станции Новинка — 5 км.
Деревня находится на правом берегу реки Кременки у места впадения в неё Большого ручья.

## Демография
| 1862 | 2007 | 2010 | 2017 |
| ---- | ---- | ---- | ---- |
| 153  | ↘13  | ↗21  | ↘9   |

### Национальный состав
Согласно данным Всероссийской переписи населения 2021 года в деревне проживали 57 человек, из них:
 русские — 56, один человек национальность не указал.